# Jesuitmissionerne i Chiquitos
Jesuitmissionerne i Chiquitos (spansk: Misiones jesuíticas de Chiquitos) i departementet Santa Cruz i Bolivia blev grundlagt af jesuitterne i 1600- og 1700-tallet. Hensigten med stationerne var at drive kristen mission overfor landets oprindelige indbyggere. Seks af missionsstationerne er blevet opført på UNESCOs verdensarvsliste. Disse missionsstationer udmærker sig ved at blande europæisk kultur og indianske traditioner.
De indre regioner indenfor de spanske og portugisiske territorier i Sydamerika var for det meste uudforskede i slutningen af 1600-tallet. Med velsignelse fra det spanske kongehus udforskede jesuitterne området og grundlagde elleve bosættelser i Chiquitanía i løbet af 70 år. De byggede kirker i en unik og distinkt stil, som kombinerede elementer fra både europæisk og lokal arkitekturtradition. Urbefolkningen i området blev oplært i europæisk musik som et middel i den religiøse omvendelse. Missionsstationerne var selvforsynende, havde en blomstrende økonomi og var dermed relativt uafhængige af det spanske kongehus.
Efter undertrykkelsen af jesuitterordenen sidst i 1700-tallet bortfaldt grundlaget for missionsdriften i Sydamerika,, og stationerne blev overladt til forfald. Et omfattende restaureringsprojekt af missionsstationerne begyndte i sidste halvdel af 1900-tallet. Disse er nu blevet turistmål med øget popularitet og interesse. 

## Verdensarvstederne

### San Javier
Missionsstationen blev etableret i 1691 og var den første af stationerne, som kom på verdensarvslisten. I 1696 blev stationen flyttet nærmere San Javier floden som følge af angrebet fra Paulistas fra Brasilien i øst. I 1698 blev stationen igen flyttet, denne gang nærmere Santa Cruz, for igen at blive flyttet tilbage i 1708 for at beskytte indianerne mod spanierne. Indbyggerne i San Javier var Piñocas-indianere. Kirken blev bygget mellem 1749 og 1752. Skolen og kirken og flere andre karakteristiske bygninger fra denne periode er fortsat bevaret i San Javier. Landsbyen blev restureret af Hans Roth i slutningen af 1900-tallet.

### San Rafael de Velasco
Missionsstationen San Rafael de Velasco er den anden, som kom på verdensarvslisten. Den blev grundlagt i 1695 af jesuitterne Fr. Zea og Fr. Hervás. San Rafael blev også flyttet en række gange, deriblandt mellem 1701 og 1705 grundet epidemier i regionen. I 1719 blev stationen igen flyttet på grund af brand. Martin Schmid byggede kirken mellem 1747 og 1749, og denne har overlevet. San Rafael de Velasco blev restaureret i 1900-tallet som en del af Hans Roths restaureringsprojekt.

### San José de Chiquitos
Som tredje indførsel på verdensarvlisten er San José de Chiquitos missionsstation, som blev grundlagt af jesuitterne Fr. Suarez og Fr. Ávila i 1698. Her boede oprindelig penoquisindianere. Missionskirken blev bygget mellem 1745 og 1754 af en ukendt arkitekt og er opført i sten i modsætning til de andre kirker i området, som blev bygget af lokalt tømmer. Denne missionstation er en af de få, som fortsat står på sin oprindelige placering. I dag er der fortsat kirke, et begravelseskapel, kirketårn, et hus for præsterne og et værksted bevaret, og disse blev restaureret af Hans Roths projekt mellem 1988 og 2003.

### Concepción
I Concepción blev missinsstationen oprettet i 1699 af jesuitpræsterne Fr. Francisco Lucas Caballero og Fr. Francisco Hervás, og dette er den fjerde indførsel på verdensarvslisten. Stationen blev flyttet tre gange, i 1707, 1708 and 1722, og blev befolket fra Chiquitanos. Kirkebygningen blev rejst i perioden 1753 til 1756 af Fr. Martin Schmid og Fr. Johann Mesner. Fra 1975 til 1996 ledede Hans Roth rekonstrukionen af Concepción.

### San Miguel de Velasco
Missionsstationen San Miguel de Velasco er den femte på UNESCOs liste og blev grundlagt i 1721 af jesuitterne Fr. Suarez og Fr. Hervás. San Miguel var udgået fra missionsstationen San Rafel som følge af den kraftige befolkningsvækst dér. Kirken blev bygget mellem 1750 og 1757 af en arkitekt, man tror har været samarbejdspartner med eller elev af Martin Schmid. Kirken blev restaureret i perioden 1979 til 1983 som en del af Hans Roths projekt.

### Santa Ana de Velasco
Missionsstationen Santa Ana de Velasco var den sidste, som kom på verdensarvlisten. Stationen blev grundlagt af jesuitpræsten Fr. Julian Knogler i 1755. Indbyggerne var indianere fra stammerne Covarecas og Curuminacas. Kirkebygningen blev opført i perioden 1770 til 1780, altså efter forvisningen af jesuitterne, af en ukendt arkitekt og udelukkende af urbefolkningen. Bebyggelsen består af kirken og flere huse på linje på en græsklædt eng, og er den man antager mest ligner de oprindelige missionsstationer. Disse har gennemgået delvis restaurering under ledelse af Hans Roth.

## Eksterne links
- chiquitania.com/missions Arkiveret 8. juli 2011 hos  Wayback Machine Detaljeret beskrivelse af jesuittenes bebyggelser i Chiquitania med billeder (engelsk)

16°16′29″S 62°30′26″V / 16.2748°S 62.5072°V